# ГЕС Jílíntái I
ГЕС Jílíntái I (吉林台一级水电站) — гідроелектростанція на північному заході Китаю в провінції Сіньцзян. Знаходячись між ГЕС Tǎlēidésàyī (вище за течією) та ГЕС Jílíntái II, входить до складу каскаду на річці Каш, правій притоці Ілі (басейн безстічного озера Балхаш).
У межах проєкту річку перекрили кам'яно-накидною греблею з бетонним облицюванням висотою 157 м та довжиною 445 м, яка потребувала 9,4 млн м3 матеріалу. Вона утримує велике водосховище з об'ємом 2,53 млрд м3 (корисний об'єм 1,7 млрд м3) та припустимим коливанням рівня поверхні в операційному режимі між позначками 1380 та 1420 метрів НРМ (під час повені рівень може зростати до 1422,2 метра НРМ).
Пригреблевий машинний зал обладнали чотирма турбінами типу Френсіс потужністю по 115 МВт, які забезпечують виробництво 938 млн кВт·год електроенергії на рік.
Видача продукції відбувається по ЛЕП, розрахованій на роботу під напругою 220 кВ.